# فاندا مروحية
فاندا مروحية (الاسم العلمي:Vanda flabellata) هي نوع من النباتات تتبع جنس الفاندا من الفصيلة السحلبية.